# Слівошевці
45°39′ пн. ш. 18°13′ сх. д. / 45.65° пн. ш. 18.21° сх. д.
Слівошевці (хорв. Šljivoševci) — населений пункт у Хорватії, в Осієцько-Баранській жупанії у складі громади Маґаденоваць.

## Населення
Населення за даними перепису 2011 року становило 351 осіб.
Динаміка чисельності населення поселення:

## Клімат
Середня річна температура становить 11,10 °C, середня максимальна – 25,43 °C, а середня мінімальна – -6,08 °C. Середня річна кількість опадів – 664 мм.
| Клімат поселення                              | Клімат поселення | Клімат поселення | Клімат поселення | Клімат поселення | Клімат поселення | Клімат поселення | Клімат поселення | Клімат поселення | Клімат поселення | Клімат поселення | Клімат поселення | Клімат поселення | Клімат поселення |
| Показник                                      | Січ.             | Лют.             | Бер.             | Квіт.            | Трав.            | Черв.            | Лип.             | Серп.            | Вер.             | Жовт.            | Лист.            | Груд.            |                  |
| Середній максимум, °C                         | 5,76             | 8,02             | 12,64            | 17,25            | 22,48            | 25,43            | 25,31            | 24,81            | 20,57            | 15,17            | 9,26             | 5,25             |                  |
| Середня температура, °C                       | −0,14            | 2,09             | 6,70             | 11,33            | 16,56            | 19,52            | 21,45            | 20,96            | 16,70            | 11,30            | 5,40             | 1,40             |                  |
| Середній мінімум, °C                          | −6,08            | −3,85            | 0,78             | 5,42             | 10,63            | 13,59            | 17,57            | 17,09            | 12,84            | 7,44             | 1,53             | −2,48            |                  |
| Норма опадів, мм                              | 41               | 37               | 39               | 51               | 63               | 85               | 62               | 61               | 52               | 57               | 65               | 51               |                  |
| Середньомісячна швидкість вітру, м/с          | 2.30             | 2.57             | 2.80             | 2.73             | 2.40             | 2.20             | 2.20             | 2.00             | 2.00             | 2.10             | 2.22             | 2.37             |                  |
| Середньомісячна сонячна радіація, кДж/м²·день | 4170             | 6891             | 10798            | 15376            | 19316            | 21474            | 22200            | 20160            | 14862            | 9151             | 4674             | 3494             |                  |
| --------------------------------------------- | ---------------- | ---------------- | ---------------- | ---------------- | ---------------- | ---------------- | ---------------- | ---------------- | ---------------- | ---------------- | ---------------- | ---------------- | ---------------- |
| Джерело:                                      |                  |                  |                  |                  |                  |                  |                  |                  |                  |                  |                  |                  |                  |